# Урондо, Франсиско
Франсиско Урондо (исп. Francisco Urondo, псевдоним — Пако (исп. Paco), 10 января 1930, Санта-Фе — 17 июня 1976, Мендоса) — аргентинский писатель, поэт и сценарист, член организации Монтонерос.

## Биография
Работал над телевизионными адаптациями произведений Гюстава Флобера (Мадам Бовари), Стендаля (Красное и чёрное), Жозе Марии Эсы ди Кейроша и др. В 1968 году стал директором по культуре в провинции Санта-Фе. В 1973 году возглавил кафедру литературы философского факультета Университета Буэнос-Айреса. Сотрудничал с различными национальными и международными изданиями. После военного переворота — борется с диктаторским режимом в рядах Монтонерос. Погиб 17 июня 1976 года.